# Discographie de Barbara
Cet article rassemble la discographie de Barbara.

## Discographie
Liste des albums originaux édités en France, avec année de première édition. Dans les quinze albums enregistrés en studio, on compte en tout 152 titres. Parmi eux, 104 chansons originales, auxquelles il faut ajouter 9 reprises de Brel, 8 de Brassens et 3 de Moustaki. Barbara a repris en outre 10 de ses propres chansons dans l'album en allemand, ainsi que 18 dans les autres albums.

### Lecture
- Rainer Maria Rilke

1991 : Livre-cassette, Barbara lit Lettres à un jeune poète. Éditions Claudine Ducaté.
1992 : CD, Lettres à un jeune poète lues par Barbara. Texte intégral. Collection Lectures à haute voix, Philips.

### Albums hommage
2015 : Patrick Bruel - Très souvent, je pense à vous....
2015 : Angelina Wismes : À Barbara
2016 : Patrick Bruel - Bruel Barbara - Le Châtelet 2CD+DVD live.

### Chansons chantées par d’autres artistes

#### Reprises en français
Nota bene : Seules les chansons éditées en disque microsillon (45 tours et 33 tours) ou CD, sont listées ci-dessous.
- Michèle Arnaud : Michèle Arnaud, 33 tours Pathé (STX 181), 1964.

– J’entends sonner les clairons.
- Jean-Louis Aubert : Stockholm, CD Virgin Music (24384 41832 8), 1997.

– Le jour se lève encore • Vivant poème.
- Dominique A : Auguri, CD Labels (24381 10472 9), 2001.

– J'ai tué l'amour (sur CD bonus 4 titres).
- Eva : Vertiges, CD Artic/Musicaction (55490 04302 0), 1994.

– Dis, quand reviendras-tu ?
- Lara Fabian : Toutes les femmes en moi, CD Polydor/Universal (00753 13507 5), 2009.

– Göttingen.
- Nilda Fernández : Mes hommages, CD Scalen, 1999.

– Dis, quand reviendras-tu ?
- La Grande Sophie : Des vagues et des ruisseaux, CD AZ/Universal, (00753 14487 9), 2009.

– Dis, quand reviendras-tu ?
- Les Innocents : Saint Sylvestre, CD Virgin, 1993.

– Joyeux Noël.
- Serge Lama : Pluri((elles)), CD WEA (25646 11802 1), 2003.

– Une petite cantate (en duo avec Marie-Paule Belle).
- Amanda Lear : With Love/Amour Toujours, CD Dance Street/DST (77065-2), 2006.

– Si la photo est bonne.
- Birgitte Lyregaard : "Blue anemone" , CD, Challenge Jazz (0608917016123), 2010.

- Nantes.
- Helen Merrill : Lilac Wine, CD Verve/Universal, coll. Gitanes (44006 75662 2), 2003.

– Pierre.
- William Sheller : Urgence : 27 artistes pour la recherche contre le sida, 2CD Virgin (3 268440 340132), 1992.

- Vienne.
- Camille Simeray (La Meute Rieuse) et Sam Burguière (Les Ogres de Barback) : Barbara, du bouts des lèvres, CD Irfan, 2013, 17 titres.

- Sylvie Vartan : Sylvie live (à l'Olympia), CD (Sony Music RCA 88697647622), 2010.

– Mon enfance.
et Une vie en musique, CD (Sony Music Columbia 88875167042), 2015.
– Mon enfance.
- Cora Vaucaire : 45 tours Pathé (EG 627), 1963.

– Attendez que ma joie revienne • Dis, quand reviendras-tu ?.

#### Reprises en langues étrangères
Nota bene : Seules les chansons éditées en disque microsillon (45 tours et 33 tours) ou CD, sont listées ci-dessous.
Allemand
- Bärbel Röhl : Lilly Passion, CD Musiker von l’arte de passage, 1999[Note 3].

– Göttingen • Eine Winzige Kantate (Une petite cantate) • Wenn schon sterben, dann schon sterben (À mourir pour mourir) • Nantes.
Anglais
- Marc Almond : Absinthe, CD Some Bizzare/PHD (03341 23289 1), 1993.

– Incestuous Love (Amours incestueuses).
Castillan
- Charo Gonzalez Manzano : Chanson Flamenca, CD Sunny Side, 2004.

– El Águila Negra (L'Aigle noir).
Catalan
- Maria del Mar Bonet : L’Aguile negra, 45 tours (2 titres), Bocaccio Records, 1971.

– L’Aguile negra (L’Aigle noir).
- Guillermina Motta (es): Fent equilibris, coffret de 6 CD Columna Música, 2002.

– Morir per morir (À mourir pour mourir) • No ho sé dir (Je ne sais pas dire) • Els bufons (Les Mignons) • El dia que vindràs (Sans bagages) • Nantes • La soledat (La Solitude) • El sol negre (Le Soleil noir) • Digue'm quan tornaràs (Dis, quand reviendras-tu ?) • Madame • El Mal de Viure (Le Mal de vivre).
- Lluís Llach : I., CD Claus Records (06 00116), 2006.

– Fins quan i per qui (Perlimpinpin).
Italien
- Ornella Vanoni : La voglia di sognare, LP CGD, 1974.

– Il male di vivere (Le Mal de vivre).
Japonais
- Chiba Mitsuki : Chiba Mitsuki chante Barbara, CD Jarsac, 2001.

– Nantes, Göttingen • La Solitude • Le Mal de vivre • Ma plus belle histoire d'amour • Le Soleil noir • L'Aigle noir • Amours incestueuses • L'Enfant laboureur • La Musique • L'Amour magicien • Seule • Regarde • Sid'amour à mort • Le jour se lève encore..
Néerlandais
- Martine Bijl: Martine Bijl, LP, 1966.

– Bloemendaalse bos (Au bois de Saint-Amand) • Göttingen.
Russe
- Vadim Piankov : Brel… Barbara, CD ASAP/AMG Records Benelux (BBVP-2001), 2001.

– Nantes • Drouot.
Suédois
- Rikard Wolff : Min Allra Största Kärlek, CD EMI svenska, 2000.

– Vänta tills jag är glad igen (Attendez que ma joie revienne) • Om man ändå ska dö (À mourir pour mourir) • Barndomen (Mon enfance) • Kärlek till döds (Sid'amour à mort) • Perlimpinpin • När solen är svart (Le Soleil noir) • En bädd av sand (Sables mouvants) • Ostindiefarargatan (Nantes) • Det är hemskt att leva (Le Mal de vivre) • Kvinnan jag drömmer om (La Dame brune) • Min allra största kärlek (Ma plus belle histoire d'amour) • Göttingen • Den svarta örnen (L'Aigle noir) • Han var sänd från himlen (L'Homme en habit rouge) • Säg, när kommer du tillbaka (Dis, quand reviendras-tu ?).